# 빅토리아 십자훈장

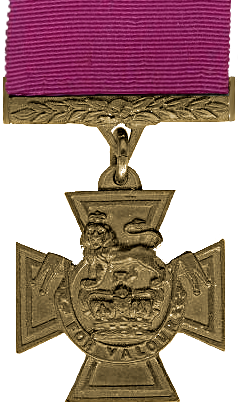

빅토리아 십자훈장(영어: Victoria Cross, VC)은 영국 및 영연방 왕국 회원국의 군인에게 수여되는 훈장이다. 적전에서의 용감한 행위를 대상으로 한 군인에게 수여하는 제1 레벨 상으로 하는 십자 훈장이다.

## 같이 보기
- 디킨 메달